# Ratkovce
Ratkovce (Hongaars: Ratkóc) is een Slowaakse gemeente in de regio Trnava, en maakt deel uit van het district Hlohovec.
Ratkovce telt 288 inwoners.